# Odontophrynus moratoi
Odontophrynus moratoi är en groddjursart som beskrevs av Jorge Jim och Ulisses Caramaschi 1980. Odontophrynus moratoi ingår i släktet Odontophrynus och familjen Cycloramphidae. IUCN kategoriserar arten globalt som akut hotad. Inga underarter finns listade i Catalogue of Life.